# 49e cérémonie des Filmfare Awards
La 49e cérémonie des Filmfare Awards s'est déroulée le 20 février 2004 à Bombay en Inde.

## Palmarès

### Récompenses populaires
| Catégorie                                     | Lauréat |
| --------------------------------------------- | --- |
| Meilleur film                                 | Koi... mil gaya - produit et réalisé par Rakesh Roshan - avec Rekha, Hrithik Roshan, Preity Zinta et Rakesh Roshan |
| Meilleur réalisateur                          | Rakesh Roshan (Koi... mil gaya)                                                                                    |
| Meilleur acteur                               | Hrithik Roshan (Koi... mil gaya)                                                                                   |
| Meilleure actrice                             | Preity Zinta (Kal Ho Naa Ho)                                                                                       |
| Meilleur acteur dans un second rôle           | Saif Ali Khan (Kal Ho Naa Ho)                                                                                      |
| Meilleure actrice dans un second rôle         | Jaya Bachchan (Kal Ho Naa Ho)                                                                                      |
| Meilleure performance dans un rôle comique    | Sanjay Dutt (Munna Bhai M.B.B.S.)                                                                                  |
| Meilleure performance dans un rôle de méchant | Irfan Khan (Haasil)                                                                                                |
| Meilleur espoir masculin                      | Shahid Kapoor (Ishq Vishq)                                                                                         |
| Meilleur espoir féminin                       | Lara Dutta et Priyanka Chopra (Andaaz)                                                                             |
| Meilleur compositeur                          | Shankar Mahadevan, Ehsaan Noorani et Loy Mendonsa (Kal Ho Naa Ho)                                                  |
| Meilleur parolier                             | Javed Akhtar, pour "Kal Ho Naa Ho" (Kal Ho Naa Ho)                                                                 |
| Meilleur chanteur de play-back                | Sonu Nigam, pour "Kal Ho Naa Ho" (Kal Ho Naa Ho)                                                                   |
| Meilleure chanteuse de play-back              | Shreya Ghoshal, pour "Jadoo hai nasha hai" (Jism)                                                                  |

### Récompenses des critiques
| Catégorie             | Lauréat                          |
| --------------------- | -------------------------------- |
| Meilleur film         | Munna Bhai M.B.B.S.              |
| Meilleur acteur       | Hrithik Roshan (Koi... mil gaya) |
| Meilleure actrice     | Urmila Matondkar (Bhoot)         |
| Meilleure performance | Kareena Kapoor (Chameli)         |

### Récompenses techniques
| Catégorie                          | Lauréat                                                                   |
| ---------------------------------- | ------------------------------------------------------------------------- |
| Meilleure histoire                 | Nagesh Kukunoor (Tin Deewarein)                                           |
| Meilleur scénario                  | Rajkumar Hirani, Lajan Joseph et Vidhu Vinod Chopra (Munna Bhai M.B.B.S.) |
| Meilleurs dialogues                | Abbas Tyrewala (Munna Bhai M.B.B.S.)                                      |
| Meilleure photographie             | Asim Bajaj (Chameli)                                                      |
| Meilleure direction artistique     | Munish Sappal (Pinjar)                                                    |
| Meilleure chorégraphie             | Farah Khan pour "Idhar Chala Mein Udhar Chala" (Koi... mil gaya)          |
| Meilleur son                       | Dwarak Warrier (Bhoot)                                                    |
| Meilleur montage                   | Shimit Amin (Bhoot)                                                       |
| Meilleures cascades                | Allan Amin (Qayamat)                                                      |
| Meilleure musique d'accompagnement | Wayne Sharpe (Gangaajal)                                                  |

### Récompenses spéciales
- Filmfare d'honneur pour l'ensemble d'une carrière : Sulochana, Nirupa Roy et Baldev Raj Chopra
- Power Award : Amitabh Bachchan et Shahrukh Khan
- Look de l'année : Saif Ali Khan (Kal Ho Naa Ho)
- Nouveau talent musical (récompense « RD Burman ») : Shekhar Ravjiani et Vishal Dadlani pour "Jhankaar Beats"

## Les nominations
- Meilleur film : Baghban ~ Kal Ho Naa Ho ~ Koi... mil gaya ~ Munna Bhai M.B.B.S. ~ Tere Naam
- Meilleur réalisateur : Ram Gopal Varma (Bhoot) ~ Nikhil Advani (Kal Ho Naa Ho) ~ Rakesh Roshan (Koi... mil gaya) ~ J.P. Dutta (LOC Kargil) ~ Rajkumar Hirani (Munna Bhai M.B.B.S.) ~ Satish Kaushik (Tere Naam)
- Meilleur acteur : Amitabh Bachchan (Baghban) ~ Ajay Devgan (Gangaajal) ~ Shahrukh Khan (Kal Ho Naa Ho) ~ Salman Khan (Tere Naam) ~ Hrithik Roshan (Koi... mil gaya)
- Meilleure actrice : Bhoomika Chawla (Tere Naam) ~ Hema Malini (Baghban) ~ Urmila Matondkar (Bhoot) ~ Rani Mukherjee (Chalte Chalte) ~ Preity Zinta (Kal Ho Naa Ho) ~ Preity Zinta (Koi... mil gaya)
- Meilleur acteur dans un second rôle : Saif Ali Khan (Kal Ho Naa Ho) ~ Salman Khan (Baghban) ~ Manoj Bajpai (LOC Kargil) ~ Abhishek Bachchan (Main Prem Ki Diwani Hoon) ~ Arshad Warsi (Munna Bhai M.B.B.S.)
- Meilleure actrice dans un second rôle : Jaya Bachchan (Kal Ho Naa Ho) ~ Priyanka Chopra (Andaaz) ~ Shenaz Treasurywala (Ishq Vishk) ~ Rekha (Koi... mil gaya) ~ Shabana Azmi (Tehzeeb)
- Meilleure performance dans un rôle comique : Sanjay Dutt (Munna Bhai M.B.B.S.) ~ Boman Irani (Munna Bhai M.B.B.S.) ~ Johnny Lever (Koi... mil gaya) ~ Paresh Rawal (Fun2shh ... Dudes in the 10th Century) ~ Paresh Rawal (Hungama (en))
- Meilleure performance dans un rôle de méchant : Bipasha Basu (Jism) ~ Feroz Khan (Janasheen) ~ Irfan Khan (Haasil) ~ Yashpal Sharma (Gangaajal) ~ Preity Zinta (Armaan)
- Meilleur compositeur : Jatin Pandit et Lalit Pandit (Chalte Chalte) ~ Shankar Mahadevan, Ehsaan Noorani et Loy Mendonsa (Kal Ho Naa Ho) ~ Rajesh Roshan (Koi... mil gaya) ~ Anu Malik (LOC Kargil) ~ Himesh Reshammiya (Tere Naam)
- Meilleur parolier : Javed Akhtar pour « Kal Ho Naa Ho » (Kal Ho Naa Ho) ~ Sameer pour « Kissi se tum pyar karo » (Andaaz) ~ Javed Akhtar pour « Tauba tumhare » (Chalte Chalte) ~ Javed Akhtar pour « Ek saathi » (LOC Kargil) ~ Sameer pour « Tere Naam » (Tere Naam)
- Meilleur chanteur de play-back : Sonu Nigam pour « Kal Ho Naa Ho » (Kal Ho Naa Ho) ~ Kumar Sanu pour « Kissi se tum pyar karo » (Andaaz) ~ Abhijeet pour « Suno na » (Chalte Chalte) ~ Udit Narayan pour « Idhar chala » (Koi... mil gaya) ~ Udit Narayan pour « Tere Naam » (Tere Naam)
- Meilleure chanteuse de play-back : Shreya Ghoshal pour « Jadoo hai nasha hai » (Jism) ~ Alka Yagnik pour « Tauba tumhare » (Chalte Chalte) ~ Alisha Chinai pour « Chot dil pe lagi » (Ishq Vishk) ~ Chitra K.S. pour « Koi... mil gaya » (Koi... mil gaya) ~ Alka Yagnik pour « Odhni Odhke » (Tere Naam)